# Folha Azul dos Marujos
O GRCES Folha Azul dos Marujos foi uma escola de samba da cidade de São Paulo.
Em 2010, após um mau desfile, onde obteve menos do que 60,00 pontos, a escola foi suspensa pela UESP, por isso, de acordo com o regulamento, só poderia retornar aos desfiles oficiais no ano de 2016.

## Carnavais
| Ano                  | Colocação | Grupo         | Enredo | Ref.   |
| -------------------- | --------- | ------------- | --- | ------ |
| 1968                 | 4º        | 2             | |        |
| 1969                 | 3º        | 2             | Brasília: Capital da Esperança                                                                                          |        |
| 1970                 | 6°        | 2             | As festas populares da Bahia                                                                                            |        |
| 1971                 | 2º        | 3             | Um gigante na Bahia |        |
| 1972                 | Descl.    | 3             | Ceará doce terra de Iracema                                                                                             |        |
| 1973                 | Descl.    | 3             | |        |
| 1974                 | Descl.    | 3             | O Almirante Negro - João Candido                                                                                        |        |
| 1975                 | 8º        | 3             | Exaltação a Marinha de Guerra do nosso Brasil Gigante                                                                   |        |
| 1976                 | 6º        | 3             | Praça da República |        |
| 1977                 | 10º       | 2             | Recordar é viver |        |
| 1978                 | 10º       | 2             | Chiquinha Gonzaga |        |
| 1979                 | 12º       | 2             | Festa dos Orixás |        |
| 1980                 | 12º       | 3             | A lenda do jogo de búzios                                                                                               |        |
| 1981                 | 12º       | 4             | A sinfonia do Brasil |        |
| 1982                 | 5º        | Vaga Aberta   | Saudosa Maloca |        |
| 1983                 | 5º        | Vaga Aberta   | O mar e seus mistérios                                                                                                  |        |
| 1984                 | 8º        | Vaga Aberta   | A odisseia de Palheta                                                                                                   |        |
| 1985                 | 10º       | Vaga Aberta   | Maria, mulher brasileira                                                                                                |        |
| 1986                 | 8º        | Vaga Aberta   | A tribuna, liberdade do tribuno Luiz Gama                                                                               |        |
| 1987                 | 2º        | Vaga Aberta   | Sonhava em ser um marujo                                                                                                |        |
| 1988                 | 4º        | 3             | |        |
| 1989                 | 9º        | 2             | Crendice: Ilusão do povo                                                                                                |        |
| 1990                 | 2º        | 3             | Os orixás e a ecologia                                                                                                  |        |
| 1991                 | 9º        | 2             | Raça que te quero negra                                                                                                 |        |
| 1992                 | 5º        | 3             | E Netuno adormecido nada vê                                                                                             |        |
| 1993                 | 6º        | 3             | A lenda do sol, lua e galo                                                                                              |        |
| 1994                 | 9º        | 3             | De Oyó a Palmares, uma história de amor                                                                                 |        |
| 1995                 | 6º        | 4             | No reino das Folhas Azuis                                                                                               |        |
| 1996                 | 5º        | 4             | Brasil menino, o futuro de amanhã                                                                                       |        |
| 1997                 | 2º        | 4             | ECA 8069 |        |
| 1998                 | 10º       | 3             | O encanto do arco-íris                                                                                                  |        |
| 1999                 | 4º        | Grupo 3 Leste | Doce bárbaro |        |
| 2000                 | 5º        | Grupo 3 Leste | A casa do Tatuapé |        |
| 2001                 | 5º Lugar  | 3 Leste       | Uma Idéia Genial no País do Carnaval                                                                                    | [ 2 ]  |
| 2002                 | 9º Lugar  | 3 Leste       | Penha, O Sonho Virou Realidade                                                                                          | [ 3 ]  |
| Não desfilou em 2003 |           |               | |        |
| 2004                 | 8º Lugar  | Espera        | Criança, Que os Sonhos do Papel Transformem-se em Realidade                                                             | [ 4 ]  |
| 2005                 | 5º Lugar  | Espera        | Tirando das Letras, O Sublime Poema de Uma Cor                                                                          | [ 5 ]  |
| 2006                 | 18º Lugar | 3             | No Reino da Folha Azul. Era Uma Vez e Assim Será                                                                        | [ 6 ]  |
| 2007                 | 1º Lugar  | Espera        | Aquarela, o Mundo de Toquinho                                                                                           | [ 7 ]  |
| 2008                 | 16º Lugar | 3             | No Tabuleiro da Baiana Tem: Tem Quitutes Tem, Tem Cultura, Feitiço e o Acri-doce Sabor de Uma Abolição Inacabada Também | [ 8 ]  |
| 2009                 | 8º Lugar  | Espera        | São Paulo. Capital da Cultura Tupiniquim, Sinônimo de Tudo de Bom                                                       | [ 9 ]  |
| 2010                 | 7º Lugar  | 4             | Uma Homenagem aos Jovens da Melhor Idade                                                                                | [ 10 ] |